# Международное экономическое право
Международное экономическое право — отрасль международного права; совокупность существующих и находящихся в стадии становления и развития принципов и норм, регулирующих экономические отношения между субъектами международного права
Нормы международного экономического права направлены на содействие:
- беспрепятственному осуществлению государствами суверенных прав в области международных экономических отношений;
- равноправному сотрудничеству государств;
- экономическому росту во всем мире.

Принципы международного экономического права: 1) основные принципы международного права 2) общие принципы международного права 3) специальные принципы международного экономического права:
- неотъемлемый суверенитет государств над национальными богатствами и ресурсами;
- свобода выбора формы организации внешнеэкономических связей;
- экономическая недискриминация;
- равенство и взаимная выгода;
- развитие сотрудничества в области торговли, экономики, науки и техники;

4) договорные принципы (принципы, действующие во взаимоотношениях между государствами лишь тогда, когда они взяли на себя конкретные договорные обязательства соблюдать их в своих двусторонних или многосторонних отношениях)
- наибольшего благоприятствования
- национального режима
- взаимности

Подотраслями международного экономического права являются: международное торговое право, международное валютно-финансовое право, международное инвестиционное право, международное транспортное право, право научно-технического сотрудничества и др.

## Субъекты международного экономического права
Субъектами международного экономического права являются:
1. государства;
2. межгосударственные международные организации.

В отношении них в международном экономическом праве используется такая категория, как публичные лица.